# Hofanlage Zum Lohberg 3, 7, 9

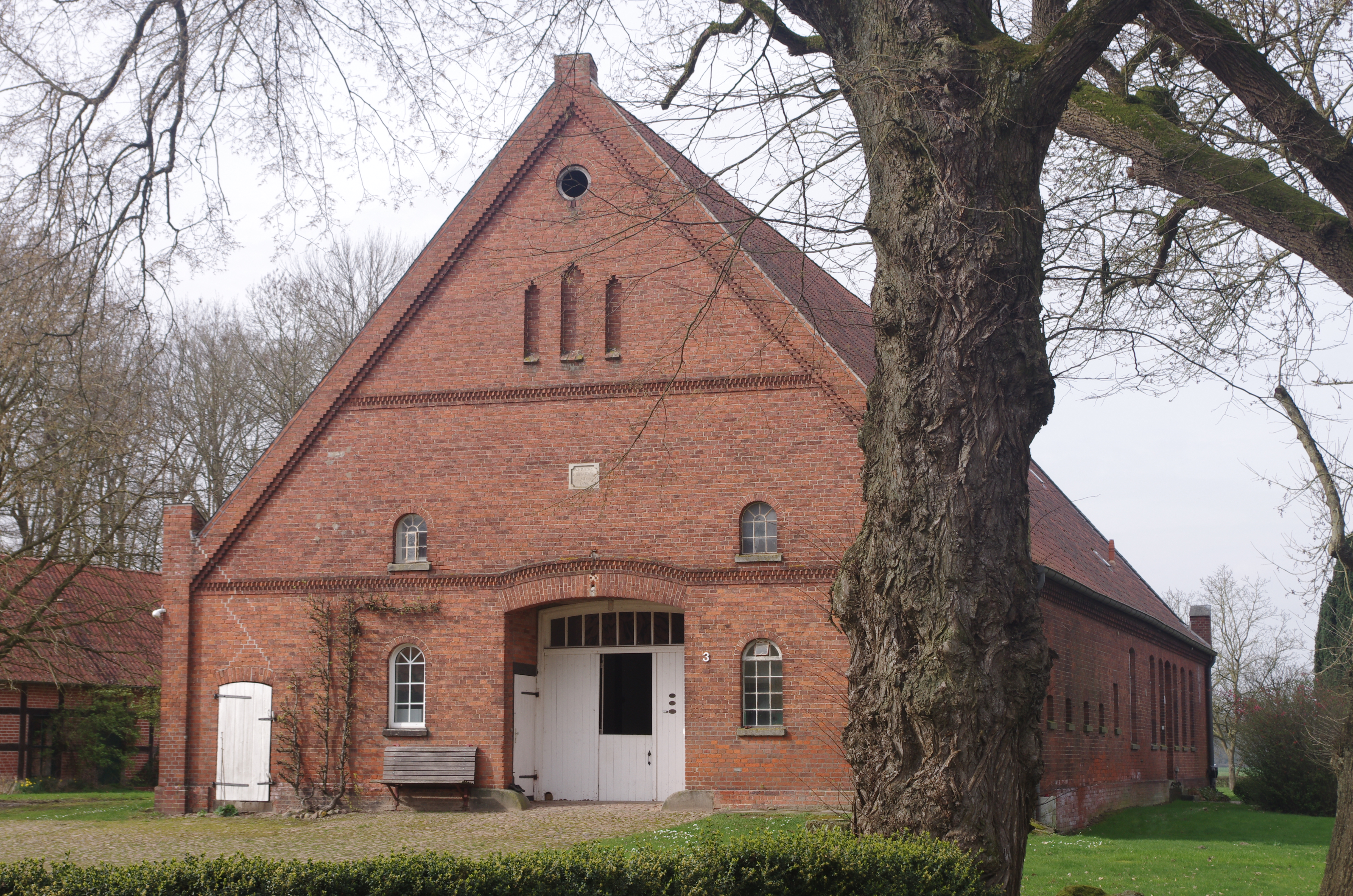
Wohn- und Wirtschaftsgebäude

Die Hofanlage Zum Lohberg 3,7,9 in Balge-Buchhorst in der niedersächsischen Samtgemeinde Weser-Aue stammt aus der zweiten Hälfte des 19. Jahrhunderts.
Aktuell (2023) wird sie landwirtschaftlich genutzt.
Die Gebäude stehen unter Denkmalschutz (siehe auch Liste der Baudenkmale in Balge).

## Beschreibung
Die Hofanlage besteht aus:
- dem eingeschossigen langgezogenen massiven Wohn- und Wirtschaftsgebäude von 1876 (Inschrift) als Hallenhaus mit Satteldach, zentraler Toreinfahrt, Fassaden mit Backsteindekor mit Zierfriesen, Nischen mit Kaffgesimsen u. a. im Giebeldreieck und seitlichen Fialturmansätzen,
- dem eingeschossigen Stall/Remise in Fachwerk mit Ziegelausfachungen und einem Satteldach,
- dem eingeschossigen ehemaligen Speicher in Ziegelfachwerk mit seitlicher Längseinfahrt
- dem eingeschossigen Backhaus in Ziegelfachwerk und Satteldach
- und weiteren nicht denkmalgeschützten Nebengebäuden (Scheune und Holzschuppen).

Das Landesdenkmalamt befand: „… geschichtliche Bedeutung … durch beispielhafte Ausprägung einer Hofanlage des 19. Jahrhunderts …“